# 德国联邦铁路210型柴油机车
德国联邦铁路210型柴油机车（德語：DB-Baureihe 210）是德国联邦铁路的一款柴油机车型号，主要用于牵引最高时速为160km/h的快速列车服务，共计生产有8台。机车的特点是搭载有一具燃气涡轮发动机（燃气轮机），能在必要时提供额外的动力。这也使其成为德国当时功率最大的四轴柴油机车。

## 研发背景
1950年，德国联邦铁路开始对瑞士联邦铁路Am 4/6型柴油机车进行运营测试，这台机车便是通过燃气轮机传动。由于与德国联邦铁路V200型柴油机车相比，前者的油耗更高，因此被证明了不符合经济性原则。在该项测试后，德国联邦铁路不再考虑使用燃气轮机作为柴油机车的主要动力来源。
至1960年代，首批德国联邦铁路V160型柴油机车开始投入运营，它们原本被设计用于中型列车服务。而对于条件更为苛刻的运用，例如在慕尼黑－林道间蜿蜒的非电气化铁路中的优质和重载客运列车牵引，德国联邦铁路开始考虑将这些机车的性能进行改良后担当。基于此原因，以燃气轮机作为单引擎V160型柴油机车的助推器在当时又成为极具发展前景的概念。燃气轮机凭借较小的体积及重量优势使得这项改良容易实现，尤其重要的是，它可以被内置在标准化外形的V160型机车之中。由燃气轮机产生的高油耗仅在需要时由柴油发动机接入，从而达到避免在整个负载范围内运作的燃油经济性。它在爬坡的路段中可以增加25km/h的速度运行，其液压传动系统在传动端设有一条额外的涡轮增压转轴。
这一概念在1966年经过成功测试后，其原型机被定型为德国联邦铁路V169型柴油机车，自1968年起又被改称为219型（DB-Baureihe 219）。然而，德国联邦铁路决定在此原型机的后续车型中配备功率更大的莱康明T53型燃气轮机。这款发动机已被选定用于德国联邦国防军的UH-1直升機。而设于上乌瑟尔的科洛克纳-洪堡-道依茨公司在德国联邦国防军的授权下，能对这款发动机进行维护及修理。自1970年起，T53型燃气轮机开始交付使用，210型柴油机车正式诞生。

## 技术结构
210型机车在技术上几乎与218型机车完全相同。它们在主牵引力方面都采用同样的、由MTU腓德烈斯哈芬有限公司生产的12缸V型引擎，同样的电力传动系统和大致相同的底盘。然而由于前者的设计最高时速为160km/h，因此需要配备一个额外的液力制动装置。出于同样的原因，210型还对传动轴作出了相应的强化修改，并加厚了刹车片。
由于燃气轮机在输出端的最佳性能是每分钟19250转，因此它还需要一个液压变速箱，将功率降低为每分钟6000转。主柴油机与燃气轮机（例如219型001号车）有两条独立的输出传动轴通过齿轮连接，每个液压舱均可自主填满或清空。燃气轮机按845千瓦的标准设计，但被节流以保护柴油机及电机的运转。机车的主要动力由柴油机供给，燃气轮机可设置为开/关或空闲模式。涡轮产生的废气通过机车顶上类似烟囱的排气装置排出，这一排气装置也成为它与其它V160型柴油机车在外观上的主要特征区别。

## 运营

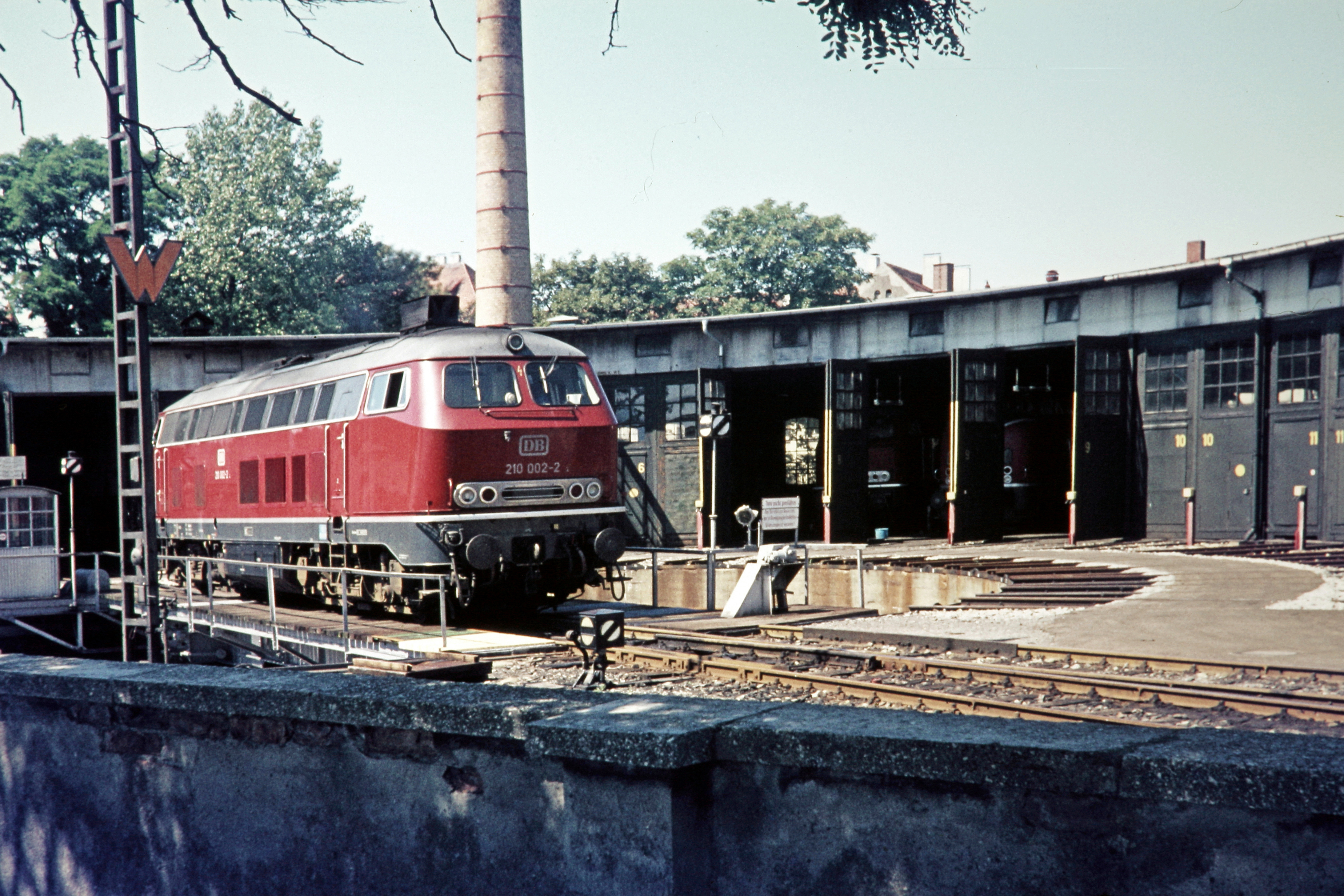
德国联邦铁路210型柴油机车侧面图

在原型车219 001号机车累积了充分的运行经验后，其后续车型被定型为210型，并在1970年末至1971年初迅速投入常态化运营。1971年，全部8台210型柴油机车均调配肯普滕机务段，开始担当定期班次的牵引任务，这当中包括由慕尼黑－苏黎世间的全欧快车巴伐利亚号和其它重载快速列车。210型柴油机车的牵引范围包括阿尔高铁路全线直至边境车站林道。在运营初期，210型柴油机车的表现完全符合人们的预期，然而，它在冬季对客车的供暖能力较弱，因此这时重载列车往往需要使用两台218型机车重联运行，以满足所需的客车供暖要求。
为了方便对燃气轮机进行保养维护，肯普滕机务段专门设立了特殊的维修车间，相关人员均接受过科洛克纳-洪堡-道依茨公司的培训。车间的主要维修任务是将有问题的燃气机轮从受影响的机车中移除，并安放在一个特殊的容器中移交制造商。为确保8台210型柴油机车的正常运营，德国联邦铁路还持有2具备用燃气轮机（总共10具），可在任意1台机车发生故障后及时完成燃气轮机的更换，更换耗时约为6小时。
起初，燃气轮机的工作令人满意。直至1978年3月24日，燃气轮机的运作发生了一次灾难性的故障：210型003号车在牵引D1512次列车至肯普滕东站时，全功率运转的燃气轮机叶轮发生爆破。德国联邦铁路随即对所有的燃气轮机进行召回检查，并对当中发生乏力现象的叶轮进行更换。在210型008号机车最后于1978年10月13日完成检查后，全部带燃气轮机的机车又恢复正常运营。然而不幸的是此后不久、同一台机车在1978年12月31日驶往艾谢瑙途中因压缩机叶轮爆破，从而切断了输油管，造成机车的燃气轮机舱起火。尽管菲尔斯滕费尔德布鲁克车站的消防队员迅速来到现场将火扑灭，避免了机车严重损毁，但德国联邦铁路决定从此终止使用燃气轮机。
在随后的调查结果表明，在铁路运营中，燃气轮机为主柴油机增强动力时因频繁重启，大大缩短了其使用寿命。而在直升机的运营中，燃气轮机因可维持连续运转而经受住更长时间的考验。为了避免发生更大的意外、更频繁的维修频率以及更频繁的更换机组——加上燃气轮机本就高企的燃油消耗，已经不再符合经济原则，德国联邦铁路决定移除所有燃气轮机，并将原有类别转换至采用传统往复式发动机的运营，这些改造过的机车被重新定型为218.9型。

## 改造为218.9型
在改造的过程中，德国联邦铁路去除了原机车设于车顶的排气装置、消音器和涡轮控制器。液压传动系统也发生了变化，为了平衡配重还增加了镇流器。原210型机车的最高限速由160km/h降低为140km/h。从此，阿尔高铁路的重载旅客列车均由218型双机重联担当。以下为210型机车进行重新编号的精确列表 ：
| 改造日期      | 原编号  | 新编号  |
| ------------- | ------- | ------- |
| 1980年2月8日  | 210 007 | 218 907 |
| 1980年5月30日 | 210 003 | 218 903 |
| 1980年10月2日 | 210 005 | 218 905 |
| 1980年12月4日 | 210 006 | 218 906 |
| 1981年2月10日 | 210 001 | 218 901 |
| 1981年2月24日 | 210 002 | 218 902 |
| 1981年4月22日 | 210 008 | 218 908 |
| 1981年7月22日 | 210 004 | 218 904 |

改造后的燃气轮机机车最初仍配属肯普滕机务段，并与该机务段的其它218型机车担当同样的牵引任务。自1983年起，它们调配至布伦瑞克机务段，2003年又转配施滕达尔机务段。在2004年至2006年期间，全部218.9型机车均宣告退役并在其后报废。

## 210.4型
在1996年9月至1999年1月期间，德国铁路将12台218型机车的最高限速改造为160km/h，并使用一个全新的型号——210.4型。这些机车并不搭载燃气轮机，但重新設計的目的是为了：它们与原来的210型机车都使用160km/h的最高限速。这项改造是为了满足汉堡－柏林间的城际列车服务自1996年起进行的提速要求，因为这条线路并未实现全线电气化。其中编号为210 430号至210 434号以及210 456号至210 462号的共计12台机车转为配属吕贝克机务段。